# Ioannes III Doukas Vatatzes
Ioannes III Doukas Vatatzes, (tiếng Hy Lạp: Ιωάννης Γ΄ Δούκας Βατάτζης, Iōannēs III Doukas Vatatzēs, khoảng 1193, Didymoteicho – 3 tháng 11, 1254, Nymphaion), là Hoàng đế Nicaea trị vì từ năm 1222 đến năm 1254. Kế vị ông là người con trai xưng hiệu Theodoros II Laskaris.

## Tiểu sử
Ioannes Doukas Vatatzes, chào đời khoảng năm 1192 ở Didymoteicho, có lẽ là con của tướng Basileios Vatatzes, Công tước Thracia, người qua đời vào năm 1193 và vợ ông, một cô con gái vô danh của Isaakios Angelos và là họ hàng của Hoàng đế Isaakios II Angelos và Alexios III Angelos. Gia tộc Vatatzes lần đầu tiên trở nên nổi bật trong xã hội Đông La Mã trong thời kỳ Komnenos và đã tạo dựng các mối liên hệ hoàng tộc thời kỳ đầu khi Theodoros Vatatzes kết hôn với công chúa porphyrogennete Eudokia Komnene, con gái của Hoàng đế Ioannes II Komnenos.
Ioannes Doukas Vatatzes có hai người anh lớn tuổi. Anh cả là Isaakios Doukas Vatatzes (mất năm 1261), đã thành gia lập thất và có hai đứa con: Ioannes Vatatzes (sinh năm 1215), kết hôn với Eudokia Angelina và có hai cô con gái: Theodora Doukaina Vatatzaina, về sau lấy Mikhael VIII Palaiologos; và Maria Vatatzaina, về sau gả cho Mikhael Doukas Glabas Tarchaneiotes, thống đốc quân đội xứ Thracia.
Là một người lính ưu tú xuất thân từ một gia đình quân đội, khoảng năm 1216 Ioannes đã được Hoàng đế Theodoros I Laskaris chọn làm người chồng thứ hai cho cô con gái Eirene Laskarina và thừa kế ngai vàng sau cái chết của người chồng đầu tiên Andronikos Palaiologos. Sự sắp xếp này đã loại trừ tư cách kế vị của các thành viên thuộc gia tộc Laskaris, và đến khi Ioannes III Doukas Vatatzes trở thành hoàng đế vào giữa tháng 12 năm 1221, sau cái chết của Theodoros I vào tháng 11, ông đã phải trấn áp các thế lực chống đối ngôi vị của mình. Cuộc đấu tranh đã kết thúc qua trận đánh ở Poimanenos vào năm 1224, đẩy những đối thủ của ông phải nếm mùi thất bại dù được sự hỗ trợ tận tình từ Đế quốc Latinh của Constantinopolis. Thắng lợi của Ioannes III đã khiến Đế quốc Latinh phải nhượng bộ về mặt lãnh thổ vào năm 1225, tiếp theo là cuộc tấn công của Ioannes vào châu Âu, nơi ông chiếm được Adrianopolis.
Việc chiếm hữu Adrianopolis của Ioannes III đã bị chấm dứt bởi Theodoros Komnenos Doukas xứ Ípeiros và Thessaloniki, kẻ đã đánh đuổi quân đồn trú Nicaea ra khỏi Adrianopolis và sáp nhập phần lớn vùng Thracia vào năm 1227. Việc Ivan Asen II of Bulgaria loại bỏ Theodoros vào năm 1230 đã chấm dứt nguy cơ gây chiến từ phía Thessaloniki và Ioannes III vội vàng liên minh với Bulgaria để chống lại Đế quốc Latinh.

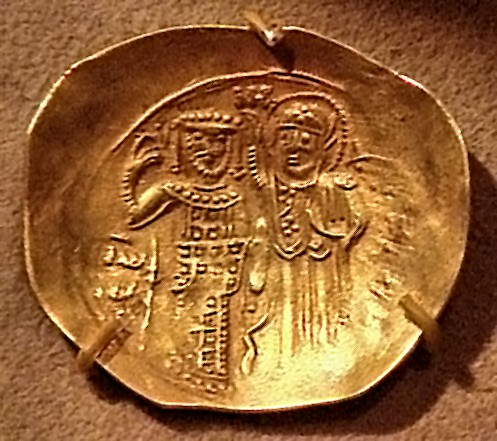
Đồng xu vàng hyperpyron của Ioannes III Vatatzes

Năm 1235 liên minh này đã dẫn đến việc khôi phục Tòa Thượng phụ Bulgaria và cuộc hôn nhân giữa Elena xứ Bulgaria, con gái của Ivan Asen II và Theodoros II, con trai của Ioannes III. Cũng trong năm đó, người Bulgaria và người Nicaea cùng tham gia chiến dịch thảo phạt Đế quốc Latinh, và đến năm 1236 họ đã cố gắng vây hãm kinh thành Constantinopolis nhưng không thành công. Sau cùng, Ivan Asen II đã thay đổi chính sách đối ngoại gây mâu thuẫn với đồng minh Nicaea, trở thành một nước trung lập và bỏ rơi Ioannes III cùng những toan tính riêng của ông.
Dù gặp thất bại nhiều lần trong cuộc chiến với Đế quốc Latinh vào năm 1240, Ioannes III đã có thể lợi dụng cái chết của Ivan Asen II vào năm 1241 để áp đặt quyền bá chủ của mình lên Thessaloniki (năm 1242), rồi cho sáp nhập thành phố này, cũng như phần lớn vùng Thracia xứ Bulgaria vào năm 1246. Ngay sau đó, Ioannes III đã có thể thiết lập một vòng vây hữu hiệu lên Constantinopolis vào năm 1247. Trong những năm cuối của triều đại của ông chính quyền Nicaea đã mở rộng thế lực về tận phía tây, nơi mà Ioannes III cố ngăn chặn sự bành trướng của xứ Ípeiros. Những đồng minh của Mikhael là Golem xứ Kruja và Theodore Petraliphas đều chạy sang quy thuận Ioannes III vào năm 1252.
Ioannes III qua đời ở Nymphaion vào năm 1254, và được chôn cất tại tu viện Sosandra, do chính ông thành lập, trong vùng Magensia.

## Di sản

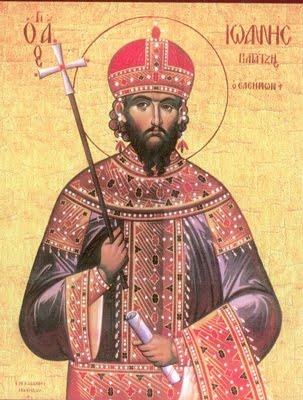
Thánh Ioanes Vatatzes, vị vua Nhân từ, hoàng đế xứ Nicaea, vị "Cha già của người Hi Lạp"

Ioannes III Doukas Vatatzes là một vị hoàng đế có công đặt nền tảng cho cuộc chiến khôi phục kinh thành Constantinopolis của Nicaea. Ông đã thành công trong việc duy trì mối quan hệ bình thường với các nước láng giềng mạnh nhất gồm có Bulgaria và Vương quốc Hồi giáo Rum, và mạng lưới quan hệ ngoại giao của ông kéo dài đến Đế quốc La Mã Thần thánh và Tòa Thánh, trong khi lực lượng vũ trang của ông bao gồm các lính đánh thuê người Frank.
Ioannes III có công mở mang bờ cõi của Nicaea sang tận châu Âu, nơi mà vào cuối thời ông đã cho sáp nhập kẻ cựu thù Thessaloniki và hao tốn tâm lực bành trướng sang Bulgaria và Ípeiros. Ông còn tiến hành mở rộng quyền kiểm soát của đế chế Nicaea đối với phần lớn vùng biển Aegean và sáp nhập hòn đảo quan trọng Rhodes, trong lúc ông ủng hộ các sáng kiến giải phóng Crete thoát khỏi ách chiếm đóng của Venezia nhằm mục đích tái thống nhất với Đế quốc Đông La Mã cũ của Nicaea.
Hơn nữa, Ioannes III còn được ghi nhận công lao nhờ vào quá trình phát triển một cách cẩn thận sự thịnh vượng quốc nội và nền kinh tế trong lãnh địa của ông, khuyến khích công lý và bác ái. Bất kể chứng động kinh của mình, Ioannes III đã chứng tỏ sự lãnh đạo tích cực trong cả hòa bình và chiến tranh. Một nửa thế kỷ từ sau ngày ông qua đời, Ioannes III mới được Giáo hội phong thánh, dưới cái tên John the Merciful, và được kỷ niệm hàng năm vào ngày 4 tháng 11 theo lịch Chính Thống giáo. Alice Gardiner đã nhận xét về sự bền bỉ của tục lệ sùng bái Ioannes trong số những người Hy Lạp Ionia vào cuối thế kỷ 20, và ngược lại bà đã chứng kiến nơi "hàng giáo phẩm và người dân ở Magnesia và khu phố lân cận tôn kính ký ức về ông vào ngày 4 tháng 11 hàng năm. Nhưng kể cả những kẻ dạo chơi và nô đùa về cung điện đổ nát của ông hiếm khi kết nối nó ngay cả với tên gọi của mình."
Các thế hệ sau Ioannes Vatatzes đều nhìn nhận ông mới chính là vị "Cha già của người Hy Lạp."

## Gia quyến
Ioannes III Doukas Vatatzes kết hôn lần đầu với Eirene Lascarina, con gái của vị hoàng đế tiền nhiệm Theodoros I Laskaris vào năm 1212. Họ có một đứa con trai chính là vị hoàng đế tương lai Theodoros II Doukas Laskaris. Eirene bị ngã ngựa và vết thương nặng đến nỗi không thể có con được nữa.
Eirene tình nguyện rút về sống trong một tu viện, lấy pháp danh là Eugenia, và qua đời ở đây vào năm 1239. Ioannes III kết hôn với người vợ thứ hai Constance II nhà Hohenstaufen, cô con gái ngoài giá thú của Hoàng đế Friedrich II có với tình nhân của ông tên là Bianca Lancia. Hai người không có con chung.